# Общий вагон
Общий вагон — пассажирский железнодорожный вагон в составе пассажирских поездов, не относящихся к скорым и скоростным, предназначенный для перевозки пассажиров сидя (не имеет мест для лежания). Обычно используется для перевозки пассажиров, чья поездка превышает маршрут обычного пригородного электропоезда, но по времени занимает не больше полусуток (в зависимости от маршрута поезда), поскольку считается, что при большем времени проезда пассажиры нуждаются в лежачем месте для отдыха.
Обслуживание в вагоне ведется по минимальному (3 О) классу, который не включает в себя ничего, кроме выдачи стаканов для горячих напитков.
Билеты на общий вагон продаются без бронирования и указания мест. В состав, как правило, включается в единственном числе, за исключением пассажирских поездов местного сообщения. Цена билета за проезд в таком вагоне значительно ниже, чем в плацкартном, сравнима с ценой билета на пригородный поезд  в расчёте на удельную дальность.
Несмотря на отсутствие лежачих мест для отдыха, общие вагоны включатся в поезда, которые ходят по ночам и продолжительность маршрута которых превышает сутки, при этом ограничений на продажи билетов на длинные или ночные поездки не существует. Из-за этого общий вагон популярен и на дальних поездках - у студентов и малообеспеченных категорий населения.
Реализуя политику снижения убытков, компания "ФПК" массово выводит общие вагоны из составов поездов с мотивировкой «Низкая населенность», заменяя их плацкартными вагонами. На тех маршрутах, где имелся значительный спрос на проезд в общем вагоне — вводят дневные экспресс-поезда с сидячим размещением.

## Применяемый подвижной состав

План общего вагона
1, 5. Туалеты.
2. Служебное помещение.
3. Купе для проводников.
4. Девять шестиместных пассажирских отделений.
6, 11. Тамбуры.
7, 9. Малые коридоры.
8. Коридор вдоль вагона.
10. Котельное отделение.

Общие вагоны появились на железных дорогах России еще в XIX веке. Это были как пассажирские вагоны с деревянными сиденьями или переделанным грузовые вагоны, также оборудованные деревянными сиденьями. Затем в качестве общих использовались 54-местные кушеты, известные под названием «плацкартный вагон» (не путать со спальным плацкартным вагоном). С появлением цельнометаллических вагонов стали использоваться вагоны и других типов.

### Нормальный товарный вагон в качестве общего
В первой половине XX века на железных дорогах СССР в качестве общих вагонов чаще всего применялись переделанные нормальные товарные вагоны, прозванные «теплушками». Использовались также и старые классные вагоны. 

### Плацкартный вагон в качестве общего
С переходом на выпуск цельнометаллических вагонов общие вагоны как отдельная модель выпускаться перестали. В этом качестве стали использовать плацкартные вагоны. От обычных плацкартных вагонов в составе общие вагоны отличается только способом размещения пассажиров, по трое человек на нижнее спальное место, — то есть предоставление спального места каждому пассажиру не гарантируется. Проезд в летнее время в таком вагоне очень некомфортный из-за сочетания плохой вентиляции и большего количества пассажиров - 81 вместо 54.
Начиная со времён Перестройки, под влиянием общего экономического упадка и упадка культуры производства на железных дорогах СНГ сложилась практика использования технически неисправных или идущих под списание плацкартных вагонов в качестве общих. Обычно была неисправна система электроснабжения вагона (плохое освещение, неисправности генераторов, отсутствие напряжения в розетках для электробритв), не работал один из двух туалетов, в тёплое время года также применялись вагоны с неисправным контуром отопления .
С возобновлением поставок новых пассажирских вагонов эта практика изживается, и в качестве общих в настоящее время используются переоборудованные для перевозки сидячих пассажиров технически исправные плацкартные вагоны старой постройки.

### «Конюшня»
«Конюшня» — народное название сидячего вагона, переделанного из плацкартного или купейного путём демонтажа верхних и багажных полок, а также демонтажа дверей и частичного демонтажа перегородок между пассажирскими помещениями и части светильников. Из-за такой перепланировки салон несколько напоминает стойло для лошадей, откуда и пошло название.
Появились в 1990-е годы, когда поставки нового пассажирского подвижного состава прекратились, и некоторые вагоны стали служить донорами запчастей.
В настоящее время встречаются редко, и только в составах местного или пригородного сообщения, например Помошная−Долинская−Знаменка.

### «Сидячий» вагон в качестве общего
Такой вагон по железнодорожной классификации называется межобластным и в билетах обозначается индексом «С» в графе Тип вагона (вместо «О»).
Вагон, оборудованный вместо полок креслами (старые вагоны — диванами или даже деревянными гладкими (одним листом, не дощатыми) лавками со столиками между ними. Неполной перегородкой разделялись на две секции) и двумя большими багажными полками над ними вдоль салона. Вагон также содержит два туалета, купе проводника и бойлер, планировка которых идентична таковым в вагонах других типов.
Кресло сзади снабжено карманом и откидным столиком с углублением для кружки подобно креслам в салонах туристических и рейсовых междугородных автобусов дальнего следования.
В Российской Федерации такие вагоны встречаются в составах фирменных и пригородных («Балтийский экспресс» Москва — Таллин) поездов.

### Вагоны старых электропоездов в качестве общих
В ряде регионов России и стран постсоветского пространства в 1990-х - начале 2000-х годов встречалась практика использования вагонов от старых электропоездов с демонтированным тяговым электрооборудованием в качестве общих вагонов. Чаще всего использовались прицепные вагоны, но встречались и моторные со снятыми двигателями. Такая практика была связана с недофинансированием железных дорог, нехваткой нормального пассажирского подвижного состава локомотивной тяги и наличием значительного количества старых электропоездов, сохранивших в удовлетворительном состоянии механическую часть, но имеющих изношенное или разукомплектованное электрооборудование. Такие вагоны встречались в местном сообщении на Дальнем Востоке, а также в Алтайском крае. Существовал период когда поезд Барнаул-Рубцовск был сформирован целиком из неисправного электропоезда и имел тепловозную тягу. При этом изначально автоматические двери вагонов закрывались вручную проводником. Такие вагоны могли использоваться только в летнее время по причине отсутствия в них отопления. По мере пополнения вагонного парка эта практика прекратилась.

### Купейный вагон в качестве общего
При большом количестве незадействованных купейных вагонов, к поезду могут подцеплять купейный вагон для размещения пассажиров по классу 3 О (Общему). В этом случае количество мест не превышает 54 (вместимость плацкартного вагона). Такое размещение обладает относительным комфортом так как имеется больше воздуха, доступны возможности купейного вагона: свет, включаемый отдельно в каждом купе и двери, избавляющие от шума соседних пассажиров, что особенно важно при ночном проезде. Верхние полки не демонтируются, формально они предназначены для багажа, но при либеральности проводников занимаются пассажирами как спальные места. Например, такое практикуется на маршруте Томск-Новокузнецк, если вагон включается в состав поезда. В дни с невысокой нагрузкой, когда на станции отправления вагон заполняется чуть больше чем на половину, в общем вагоне можно проехать весь маршрут от начала до конца (около 15 часов) с комфортом, близким к купейному вагону. После отправления основная часть маршрута приходится на глубокую ночь и желающих сесть в вагон на промежуточных станциях практически нет. Пассажиры на станции отправления занимают лежачие места, закрываются в своих купе и спокойно едут до конечной станции.